# Діаманді Николов
Діаманді Николов (болг. Диаманди (Диаманд) Николов Тръпчев; нар. 9 серпня 1867, Штип — пом. 1942, Софія — болгарський військовик, активіст македонського руху в Болгарії.

## Біографія
Народився 9 серпня 1867 в Штипі. 2 серпня 1892 закінчив Вищу військову школу Його Княжої Високості і отримав звання лейтенанта. Брав участь у Першій Балканській (1912-1913) і Другій Балканській (1913) війні.
Під час Першої світової війни (1915–1918) — командир 1-го кавалерійського полку, 30 травня 1916, будучи заступником командира 2-го кавалерійського полку отримав звання підполковника, а 30 травня 1918 — полковника.
У 1917 був нагороджений військовою медаллю «За хоробрість» IV ступеня І-го класу. У 1918 був нагороджений орденом «Святий Олександр» IV ступеня з мечами в середині, нагорода підтверджується наказом № 355 від 1921.
30 червня 1927 був обраний секретарем Тимчасового комітету Всеболгарського Союзу «Отец Паисий».
Помер в 1942 і був похований на Софійському цвинтарі.

## Звання
- Лейтенант (2 серпня 1895)
- Капітан (18 травня 1902)
- Майор (18 травня 1913)
- Підполковник (30 травня 1916)
- Полковник (30 травня 1918)